# Liupanshui
Liupanshui (en chino simplificado, 六盘水市; pinyin, Liùpánshuǐ shì) es una ciudad-prefectura en la provincia de Guizhou, República Popular China. Situada aproximadamente a 270 kilómetros de la capital provincial. Limita al norte con Bijie, al sur con Qianxinan, al oeste con la provincia de Yunnan y al este con Anshun. Su área es de 9914 km² y su población total para 2019 fue cerca a los 3 millones de habitantes, siendo la tercera más grande de la provincia.

## Administración
La ciudad prefectura de Liupanshui se divide en 4 localidades que se administran en 1 distrito,2 condados y 1 distrito especial:
- Distrito Zhongshan  钟山区
- Condado Pan  盘县
- Condado Shuicheng  水城县
- Distrito especial Liuzhi 六枝特区

## Economía
Su economía se basa en el carbón ,tanto así que la ciudad es conocida como el mar de carbón en el sur de China, es la zona minera más importantes de Guizhou. Otras actividades económicas principales son la producción de energía eléctrica, hierro, acero, productos químicos y materiales de construcción. 
Los cultivos de Liupanshui incluyen maíz, arroz, trigo y tabaco, que se utiliza para hacer aceite lubricante y de cocina. 

## Toponimia
El nombre de la ciudad se deriva de las primeras sílabas de las tres principales ciudades: Liuzhi, Panxian y Shuicheng.